# ريتشارد بنر
ريتشارد بنر (بالإنجليزية: Richard Benner)‏ هو كاتب سيناريو ومخرج أمريكي، ولد في 1943 في سترلينغ في الولايات المتحدة، وتوفي في 2 ديسمبر 1990 في تورونتو في كندا.

## وصلات خارجية
- ريتشارد بنر على موقع IMDb (الإنجليزية)
- ريتشارد بنر على موقع ألو سيني (الفرنسية)
- ريتشارد بنر على موقع أول موفي (الإنجليزية)
- ريتشارد بنر على موقع قاعدة بيانات الأفلام السويدية (السويدية)
- ريتشارد بنر على موقع قاعدة بيانات الفيلم (الإنجليزية)
- ريتشارد بنر على موقع كينوبويسك (الروسية)